# Governo Polignac

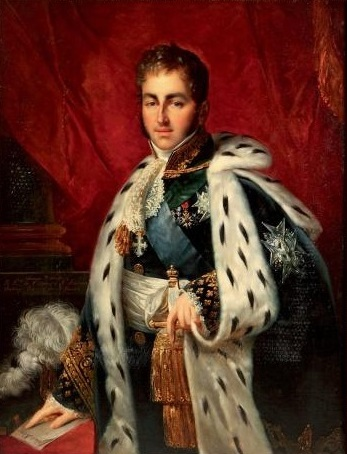
Jules, Principe di Polignac

Il Governo Polignac fu un governo della Francia in carica dall'8 agosto 1829 al 29 luglio 1830, per un totale di 355 giorni, ovvero 11 mesi e 21 giorni.

## Storia
Il precedente governo Martignac cadde in occasione di un voto, alla Camera dei deputati, contrario a una legge di riorganizzazione degli enti locali. Si era, tuttavia, trattato solo di una occasione come un'altra per rovesciare un governo che si appoggiava su una maggioranza raccogliticcia, in un parlamento ormai spaccato fra dottrinari ed ultra-realisti (oltre ai pochi radicali). 
Il re Carlo X, decisamente ostile ad una politica liberale, del tipo di quella che il governo andava implementando, si dichiarò "stanco degli abusi dei liberali" (includendovi, senza dubbio, lo stesso Martignac) e decise di imporre le proprie scelte senza tener conto della maggioranza parlamentare: l'8 agosto 1829, nominò ministro degli esteri il principe di Polignac, suo confidente e leader del partito ultrarealista, passato poi, nel novembre 1829, a primo ministro.
La Carta del 1814 non costringeva il re a mutare governo al mutare delle maggioranze parlamentari, ma Luigi XVIII aveva sempre seguito tale prassi come buona regola di comportamento e a tale esempio si era, sin lì, conformato anche Carlo X ma, dopo le elezioni del 17 e 24 novembre 1827, nonostante la Camera dei deputati fosse ora a maggioranza liberale, Carlo X decise di incaricare un ministero ultrarealista. Tale scelta era conforme al disposto letterale della Carta del 1814, ma non teneva conto del potere di veto della Camera dei deputati la quale, insieme alla Camera dei pari, di nomina regia, aveva il diritto di approvare tutte le leggi proposte dal monarca (quindi dal governo, che ne era espressione).
Si inaugurarono, quindi, mesi di viva tensione parlamentare, che il governo cercò, invano, di attenuare, senza, però, offrire poco o nulla in cambio. L'unico diversivo attuato fu l'attuazione di una aggressiva politica estera: prima in Grecia, ove Polignac sostenne l'invio di un nutrito corpo di spedizione francese, che diede un decisivo contributo alla liberazione della penisola ellenica. Le truppe salparono da Tolone proprio nel luglio-agosto 1828, quindi a cavallo con il precedente governo Martignac. 
Si trattava, d'altra parte, di una continuazione della politica del de Villèle che aveva portato alla fondamentale sconfitta ottomana di Navarino, nel 1827, e poteva considerarsi un intervento bipartisan, in quanto sostenuto tanto da Carlo X (il quale considerava suo dovere di sovrano cristiano soccorrere i Greci ridotti, letteralmente, in schiavitù) che dai liberali più radicali (che vedevano nella guerra d'indipendenza greca l'affermazione del principio di nazionalità, di ascendenza rivoluzionaria e napoleonica.
Non contento, però, Polignac progettò una seconda spedizione militare, questa volta su Algeri: i due fronti erano, in qualche modo, collegati, in quanto le relazioni fra Parigi ed il locale bey (teorico suddito della cosiddetta Sublime Porta) erano gravemente peggiorate a seguito degli eventi di Navarino. E le due spedizioni potevano essere considerate come parte del medesimo conflitto. Tuttavia, in questo secondo caso, ed a differenza della Spedizione di Morea, si doveva parlare, più propriamente, di una spedizione schiettamente aggressiva, o coloniale e, in quanto tale, suscettibile di ben minore effetto sulla opposizione liberale. La quale, peraltro, si affrettò a confermarne l'efficacia e, anzi, a rafforzarne gli effetti, non appena ottenuta la caduta di Carlo X.
I nodi vennero al pettine con l'apertura della sessione parlamentare, il 2 marzo 1830, segnata da un discorso della corona di Carlo X il quale annunciò la spedizione di Algeri e minacciò, implicitamente, l'opposizione di governare per ordinanze in caso di blocco delle istituzioni. Per tutta risposta, la Camera dei deputati, il 16 marzo, approvò il famoso Indirizzo dei 221 (approvato con 221 sfere bianche, contro 181 sfere nere), che consisteva in una vera e propria mozione di sfiducia nei confronti del ministero Polignac. Esso venne portato il 18 marzo da Carlo X alle Tuileries: il re lo respinse con parole che indicavano la durezza dello scontro: «Avevo diritto di contare sul concorso delle due camere per compiere tutto il bene che io meditavo; se il mio cuore si affligge di vedere i deputati dei dipartimenti dichiarare che, da parte loro, tale concorso non esiste».
Si apriva, così, una grave crisi politica, che Carlo X credette di affrontare dissolvendo, il 16 maggio 1830, l'assemblea, al fine di ricostituire una maggioranza a lui favorevole: contro le aspettative della corte, i liberali vinsero le elezioni del 23 giugno, eppoi anche le successive elezioni del 19 luglio. In soprannumero, i liberali ottennero 274 seggi, ossia 53 più di quanti ne avessero prima della dissoluzione. Carlo X e Polignac decisero, quindi, di aggirare l'opposizione parlamentare legiferando per decreto: nacquero, così, le ordinanze di Saint-Cloud, redatte e sottoscritte da tutti i ministri il 25 e pubblicate il 26 luglio 1830: esse si inquadravano nell'art. 14 della Carta, che permetteva a re di fare «i regolamenti e le ordinanze necessarie per l'esecuzione delle leggi e la sicurezza dello Stato».
I due si sentivano forti del grande successo militare della conquista di Algeri, liberata appena il 5 luglio, ma dovettero far fronte alla feroce opposizione liberale, che determinò lo scoppio della Rivoluzione di luglio. Polignac assunse severe misure di resistenza, respinse i tentativi di conciliazione (i quali, comunque, avrebbero comportato un sostanziale accoglimento dell'Indirizzo dei 221 e delle tesi liberali), ma dovettero, infine, cedere. Il 29 luglio rassegnò le dimissioni. Il successivo 2 agosto il Re abdicò a favore del nipote Enrico d'Artois, conte di Chambord e duca di Bordeaux, sotto la tutela del cugino Luigi Filippo d'Orléans.
Nel novembre-dicembre 1830 Polignac e tutti i ministri (prigionieri o contumaci) subirono il processo ai ministri di Carlo X, che portò alla loro condanna (decisamente "politica", in assenza di legislazione rilevante): la Camera dei pari (largamente depurata da Luigi Filippo) li giudicò colpevoli di aver abusato dello strumento dell'ordinanza ex-art. 14, nell'emettere le ordinanze che avevano scatenato la rivoluzione e provocato la seconda caduta dei Borbone.

## Composizione
Primo ministro
| principe di Polignac | dall'8 agosto 1829 al 29 luglio 1830 |

### Ministeri
Affari esteri
| Ministro | principe di Polignac | dall'8 agosto 1829 al 29 luglio 1830 |

Finanze
| Ministro | Christophe de Chabrol, conte di Crouzol | dall'8 agosto 1829 al 19 maggio 1830 |

| Ministro | Guillaume Isidore, conte di Montbel | dal 19 maggio 1829 al 27 luglio 1830 |

Interno
| Ministro | François Régis de La Bourdonnais, conte de La Bretèche | dall'8 agosto 1829 al 18 novembre 1829 |

| Ministro | Guillaume Isidore, conte di Montbel | dal 18 novembre 1829 al 10 maggio 1830 |

| Ministro | Pierre-Denis, conte di Peyronnet | dal 19 maggio 1830 al 27 luglio 1830 |

Commercio e manifatture
Non assegnato nel governo Polignac.
Polizia generale
Abolito per volontà del governo Dessolles.
Giustizia
| Ministro | ad interim Christophe de Chabrol, conte di Crouzol | dall'8 agosto 1829 al 15 agosto 1829 |

| Ministro | Jean de Courvoisier | dal 15 agosto 1829 al 19 maggio 1830 |

| Ministro | Jean de Chantelauze | dal 19 maggio 1830 al 26 luglio 1830 |

Culti
Non assegnato nel governo Polignac.
Lavori pubblici
| Ministro | Guillaume Benoit, barone di Capelle | dal 19 maggio 1830 al 27 luglio 1830 |

Guerra
| Ministro | Louis Auguste Victor de Ghaisne de Bourmont | dall'8 agosto 1829 al 29 luglio 1830 |

Marina e colonie
| Ministro | principe di Polignac | dall'8 agosto 1829 al 26 agosto 1829 |

| Ministro | Charles Lemercier de Longpré, barone d'Haussez | dal 26 agosto 1829 al 2 agosto 1830 |

Pubblica istruzione
| Ministro | Guillaume Isidore, conte di Montbel | dall'8 agosto 1829 al 18 novembre 1829 |

| Ministro | Martial de Guernon-Ranville | dal 18 novembre 1829 al 29 luglio 1830 |